# Vaudricourt, Pas-de-Calais
Vaudricourt är en kommun i departementet Pas-de-Calais i regionen Hauts-de-France i norra Frankrike. Kommunen ligger i kantonen Barlin som tillhör arrondissementet Béthune. År 2022 hade Vaudricourt 1 129 invånare.

## Befolkningsutveckling
Antalet invånare i kommunen Vaudricourt
| Referens: INSEE |